# 1353 Мартьє
1353 Мартьє (1353 Maartje) — астероїд головного поясу, відкритий 13 лютого 1935 року.
Тіссеранів параметр щодо Юпітера — 3,223.